# Hernán Hoyos
Hernán Hoyos (Cali, 20 de octubre de 1929-Cali, 5 de octubre de 2021) fue un escritor colombiano, reconocido en el ámbito cultural por sus novelas eróticas populares y sus crónicas de la vida sexual de Cali.

## Reseña biográfica
Nació en Cali y desde temprana edad mostró interés por la literatura, formándose como lector y autodidacta. Publicaba y vendía directamente sus libros, ya que él mismo se encargaba de escribir, editar, imprimir y distribuir sus obras.
Entre sus títulos se encuentran El tumbalocas, El miembro de Lucifer, 008 contra Sancocho, Un alegre cabrón y Sin calzones llegó la desconocida. También escribió novelas históricas y biográficas, como Joaquín de Caicedo y Cuero: biografía del prócer caleño y Nefanda noche septembrina.
El periodista cubano José Pardo Llada lo alentó a realizar entrevistas sobre la vida sexual en Cali, lo que dio origen a Crónicas de la vida sexual (1968), obra en la que Hoyos recopiló testimonios de personas de diferentes orígenes y clases sociales.
También realizó la película Mariposas oscuras, basada en su libro Ofelia, la voluptuosa. Al igual que con sus libros, asumió personalmente la escritura del guion, la dirección, la producción y la distribución. Más tarde dejó de escribir y de distribuir sus obras para dedicarse a la venta de repuestos, como relató en el documental Hernán Hoyos: Un escritor de mala reputación.
Murió en Cali, por complicaciones de salud, el 5 de octubre de 2021, a los 91 años.

## Distinciones
Tras su muerte, le realizaron un homenaje póstumo en la Feria Internacional del Libro de Cali en 2021.